# 통가의 선거구
통가의 선거구는 통가의 의회의원을 선출할 때 사용되는 선거구이다. 통가의 총선거는 선거구당 1명의 당선인을 내는 소선거구제를 채용한다. 통가의 선거구는 총 17개이다.

## 변동 역사

### 단기 비이양식 투표 제도채용 시기
- 에우아 선거구 : 에우아섬 전역 - 일반 1석, 귀족 1석
- 하파이 선거구 : 하파이 제도 전역 - 일반 2석, 귀족 2석
- 니우아스 선거구 : 니우아스 제도 전역 - 일반 1석, 귀족 1석
- 통가타푸 선거구 : 통가타푸섬 전역 - 일반 3석, 귀족 3석
- 바바우 선거구 : 바바우 제도 전역 - 일반 2석, 귀족 2석
  - 총 선거구 5개, 총 의석수 18석

2010년 정치 개혁 전까지는 선거구별로 선출하는 의회의원의 의석 수가 달랐으며, 일반 의석과 귀족 의석의 의석 수는 항상 동수였다.

### 2010년 정치 개혁 후
- 통가타푸 1, 2, 3, 4, 5, 6, 7, 8, 9, 10 선거구 : 통가타푸섬 전역 - 10석
- 에우아 11선거구 : 에우아섬 전역 - 1석
- 하파이 12, 13 선거구 : 하파이 제도 전역 - 2석
- 바바우 14, 15, 16 선거구 : 바바우 제도 전역 - 3석
- 니우아스 17선거구 : 니우아스 제도 전역 - 1석
  - 총 선거구 17개, 총 의석 수 17석

정치 개혁 이후에는 선거구가 소선거구제로 변경되었으며, 이제는 귀족의원을 함께 선출하지 않는다.